# Référendum de 2020 sur l'adoption du National Popular Vote Interstate Compact au Colorado
Un référendum sur l'adoption du National Popular Vote Interstate Compact a lieu le 3 novembre 2020 au Colorado. La population est amenée à se prononcer sur un référendum veto d'initiative populaire, dit Proposition 113, portant sur l'adoption du National Popular Vote Interstate Compact. Ce dernier prévoit de faire élire le président américain de facto au scrutin direct en attribuant les grands électeurs de chaque état signataire au candidat arrivé en tête en termes de suffrages au niveau fédéral. La mesure n'est destinée à entrer en vigueur que lorsqu'un total d'États équivalant à au moins 270 grand électeurs l'auront adoptée, ce chiffre étant la majorité absolue des 538 grands électeurs.
La mesure est votée à la majorité absolue par les deux chambres du Colorado à majorité démocrate puis signée le 15 mars 2019 par le gouverneur Jared Polis, également démocrate. L'opposition républicaine a alors recours à une collecte de signature afin de déclencher une mise à référendum véto de la proposition.
La proposition est approuvée à une majorité de 52 % des suffrages.

## Résultats
| Choix                     | Votes     | %     |
| ------------------------- | --------- | ----- |
| Pour                      | 1 644 716 | 52,33 |
| Contre                    | 1 498 500 | 47,67 |
|                           |           |       |
| Votes valides             | 3 143 216 | 95,37 |
| Votes blancs et invalides | 152 450   | 4,63  |
| Total                     | 3 295 666 | 100   |
| Abstention                | 498 124   | 13,13 |
| Inscrits/Participation    | 3 793 790 | 86,87 |